# Archiphylax
Der Archiphylax (altgriechisch άρχιφύλαξ) war im Lykischen Bund ein Beamter, der die Aufgabe hatte, die Steuern zu erheben, die Lykien an Rom zu zahlen hatte.
Der Lykische Bund hatte Rom ein Zugeständnis abgerungen, das große politische Bedeutung besaß: Lykien erhob Steuern, die an den römischen Fiscus zu entrichten waren, in eigener Regie. Im Gegenzug garantierte die lykische Regierung, die fälligen Steuern vollständig und rechtzeitig abzuliefern. Dies geschah wohl schon bei den Verhandlungen, die zur Errichtung der Provinz Lycia geführt haben.
Die Vorgaben für den Archiphylax waren: Er sollte dem römischen Fiscus im Namen des Lykischen Bundes für die Steuern bürgen, die Steuer in voller Höhe und zum fälligen Termin an den römischen Fiscus abführen, die Steuern nicht mit Härte eintreiben, eigenes Geld vorschießen, falls die Steuererhebung nicht die geforderte Summe erbrachte und auf den sozialen Frieden und das Wohlergehen der Provinz achten.